# Ulf Eversberg

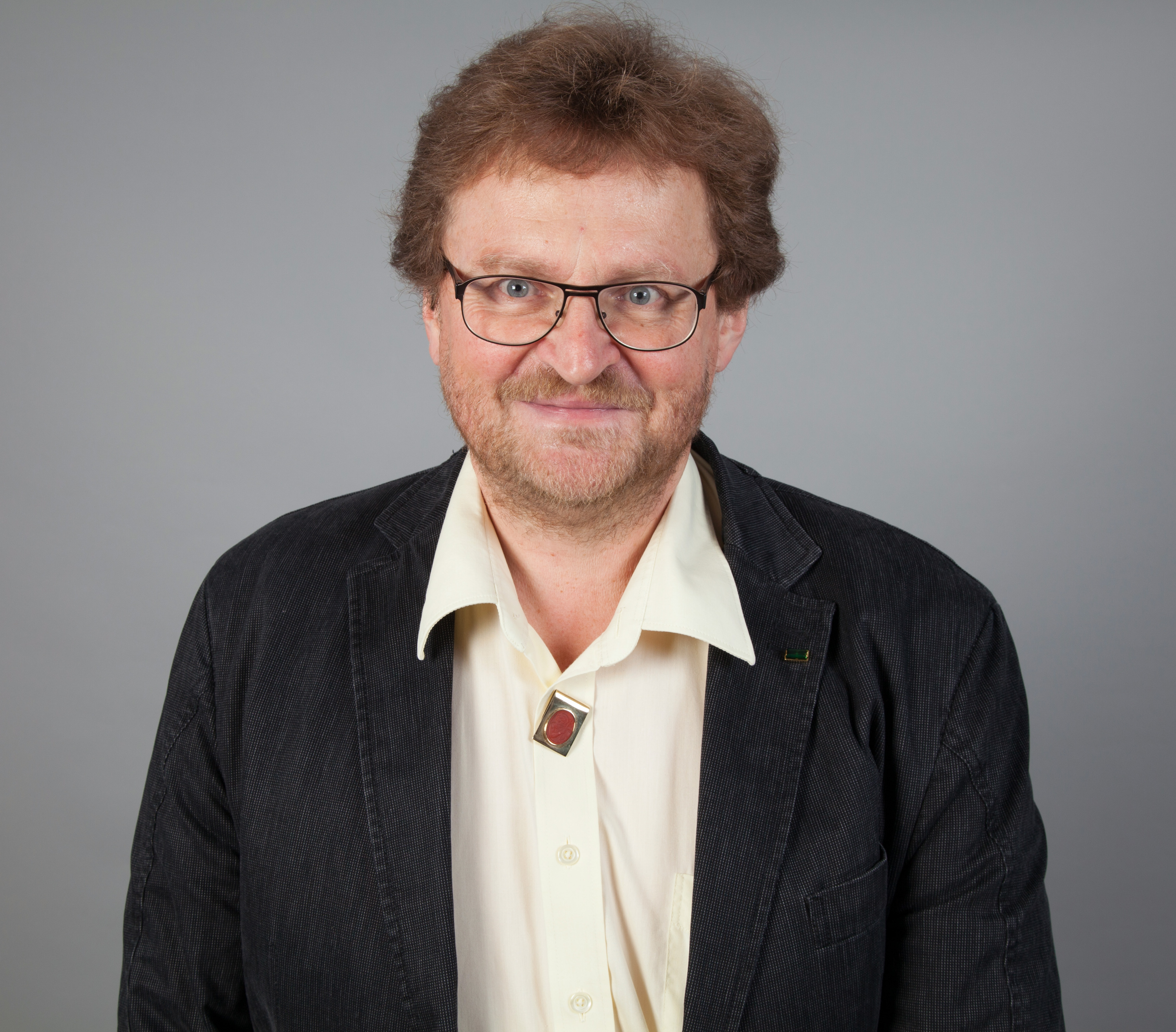
Ulf Eversberg, 2014

Ulf Eversberg (* 9. Januar 1957 in Hahn (Wiehl) in Nordrhein-Westfalen) ist ein deutscher Politiker (Bündnis 90/Die Grünen). Er war Mitglied der Bremischen Bürgerschaft.

## Leben

### Ausbildung und Beruf
Eversberg wuchs zunächst in dem Dorf Hahn auf, dann zog die Familie in die Kleinstadt Bergneustadt. Er besuchte dort bis 1977 die Schule. Nach dem Abitur studierte er ab 1978 Biologie an der Universität Würzburg und an der Universität Kiel. Er promovierte in Kiel am Institut für Meereskunde über biologische Prozesse in den Sedimenten der Kieler Bucht. Ab 1990 war er in Bremerhaven für die Universität Bremen tätig.
Er ist seit 1996 Hausmann und Vater von zwei Kindern.

### Politik
Ab 1991 war Eversberg im Nord-Süd-Forum Bremerhaven aktiv. Er ist seit 2000 Mitglied der Grünen, seit 2001 Mitglied im Kreisvorstand und seit 2003 als Stadtverordneter und Fraktionsvorsitzender der Grünen in Bremerhaven. Er war von 2007 bis 2011 Mitglied der Deputation für den Fischereihafen der Bremischen Bürgerschaft.
In der 18. Wahlperiode war er von 2011 bis 2015 Mitglied der Bremischen Bürgerschaft (Landtag).

Er war vertreten im
Ausschuss für Angelegenheiten der Häfen im Lande Bremen,
Ausschuss für Integration, Bundes- und Europaangelegenheiten, internationale Kontakte und Entwicklungszusammenarbeit,
Haushalts- und Finanzausschuss (Land),
Petitionsausschuss (Land) und im
nichtständigen Ausschuss „Ausweitung des Wahlrechts“ sowie in der
staatlichen Deputation für Wirtschaft, Arbeit und Häfen.

### Weitere Mitgliedschaften
- Er ist Mitglied im Aufsichtsrat folgender Institutionen
  - Regional-Flughafen Luneort
  - Bremerhavener Zoo
  - b.i.s. Bremerhaven
  - bean Bremerhaven